# Peter Linnert
Peter Linnert (geb. 2. Dezember 1934 in Göda) ist ein deutsch-österreichischer Wirtschaftswissenschaftler und Unternehmer. Er betreibt Fortbildungsinstitute, die durch Kooperationen mit Universitäten auch zu akademischen Graden verhelfen.

## Leben
Er absolvierte ein Studium der Wirtschaftswissenschaft und promovierte 1964 zum Dr. rer. pol. in Hamburg mit einer Arbeit über Die Finanzierung der Unternehmungen des Vortrags- und Aufführungswesens. Er war als Gymnasiallehrer aktiv, habilitierte sich dann im Bereich Marketing. Danach war er als Unternehmer aktiv und übte er an mehreren Universitäten Lehraufträge aus.

### Tätigkeit als Unternehmer
In den 1970erjahren besaß er das Weiße Haus von Nienstedten und war als Unternehmer in verschiedenen Bereichen tätig. Darunter befanden sich in seinem Eigentum Firmen, die Kosmetika, Möbel und Teppiche produzierten. In Guatemala plante er eine Freihandelszone einzurichten. 1976 wurde Linnert verhaftet, weil sein Firmenunternehmen in Schieflage geraten war und er gefälschte Aktien verbreitet hatte. Über weitere unternehmerische Tätigkeit ist nichts bekannt. Er ist der Präsident einer 2004 gegründeten „Österreich-Zypern Gesellschaft“.

### Tätigkeit als Fortbildner
Mitte der 1970er Jahre begann er sich auf Weiterbildungen für Führungskräfte zu konzentrieren – unter anderem mit Seminaren auf Kreuzfahrtschiffen. Dies wurde mehrfach kritisiert als Gratwanderung zwischen Ausbildung und dem Verkauf akademischer Titel. Für seine Tätigkeit an der Fakultät für Geschäfts- und Wirtschaftsadministration an der Technische Gediminas-Universität Vilnius wurde ihm 1993 ein Ehrendoktorat verliehen. 1996 begann er (nominell gekoppelt mit der Wirtschaftsuniversität Wien) berufsbegleitende Seminare „Service Management“ an der Wirtschaftsuniversität Wien anzubieten. Diese baute er drei Jahre später zur „Sales Manager Akademie (SMA)“ um, bei der Master-Studiengänge abgeschlossen werden konnten. Seine Versuche, in Österreich die Zulassung für eine Privatuniversität zu bekommen, scheiterten mehrfach. Seit 2006 existiert das „Studienzentrum Hohe Warte“, das in Kooperation mit Universitäten in Bratislava, Warschau und Belgrad zum Studienabschluss verhilft. Am 30. Juli 2024 veröffentlichen der Falter und die Wiener Zeitung Recherchen, denen zufolge nach die vermittelten Abschlüsse des Studienzentrums „[...] nicht identisch mit den Abschlüssen eines regulären Studiums nach der Bologna-Skala […]“ wären. Von 2012 bis 2015 war er Rektor der deutschsprachigen Privatuniversität Goethe-Universität Bratislava. Wegen der geringen Studierendenzahl musste die Hochschule etablierte Professoren anderer Universitäten im „Nebenjob“ engagieren und konnte schließlich nicht genug hauseigene Forschungs- und Publikationstätigkeit nachweisen, sodass sie geschlossen wurde. In die Kritik kam er, weil er an der Paneuropäischen Hochschule Bratislava Gutachter der Doktorarbeit seiner Tochter Julia Linnert-Kuhn war, die sich zur Gänze als Plagiat erwies. Auch sein Sohn Michael Linnert-Kuhn erwarb hier ein Doktorat, wobei ebenfalls Zweifel an der Qualität der Arbeit geäußert wurde. Dieser Sohn dürfte inzwischen auch die Geschäfte seines Vaters fortführen.
2015 wurde er von Harald Mahrer mit dem Österreichischen Ehrenkreuz für Wissenschaft und Kunst I. Klasse ausgezeichnet. Mit seiner Frau Eva Maria Kuhn findet er sich auf der „Ehrentafel“ der Unterstützer des Kunsthistorischen Museums.

## Werke (Auswahl)
- Die neuen Techniken des Marketing, 1971
- Berichtswesen für Reisende und Vertreter richtig organisieren, 1969
- Clausewitz für Manager, 1971
- Die Finanzierung der Unternehmungen des Vortrags- und Aufführungswesens, 1964